# Frères Pang
Pour les articles homonymes, voir Pang (homonymie).
Les frères Pang (en anglais The Pang Brothers) sont deux cinéastes hongkongais d'origine sino-thaïlandaise, qui travaillent soit ensemble soit séparément. Frères jumeaux, ils sont nés le 11 novembre 1965 à Hong Kong.
Oxide Pang Chun (彭順, Péng Shùn), ou simplement Oxide Pang, né 15 minutes avant son frère, est à la fois réalisateur, scénariste et étalonneur.
Danny Pang Fat (彭發, Péng Fā), ou simplement Danny Pang, est à la fois réalisateur, scénariste, monteur et producteur.

## Biographie[1]

### De 1965 au début des années 1990: la jeunesse des frères Pang à Hong Kong
Oxide et Danny suivent un parcours scolaire classique. Ensuite ils s'orientent vers des études cinématographiques.
Oxide se spécialise dans l'étalonnage : il intervient après le montage d'un film pour doser la quantité de lumière rouge, vert et bleu ainsi que pour équilibrer le contraste et la luminosité.
Danny se spécialise dans le montage : il assemble les images et les sons des bonnes prises (rushes) pour suivre le scénario du film dans sa structure, sa narration et son rythme.
Oxide et Danny commencent leurs carrières à Hong Kong, mais séparés.
En 1985, Oxide Pang trouve un poste de coloriste (étalonneur) au Hong Kong Centre Digital Pictures. Brillant, il devient un des meilleurs étalonneurs couleur sur télécinéma.
À la même époque, Danny Pang travaille comme producteur pour la télévision: successivement pour TVB, câble TV et Star TV.

### Les années 1990: La Thaïlande

#### Oxide Pang[2]
En 1992, Oxide Pang part travailler pour la publicité à Bangkok. Il apprend le métier sur le tas et réalise des courts-métrages expérimentaux. Puis il entre comme étalonneur à Kantana Film et dans les effets spéciaux chez Oriental Post Co.
En 1997, en pleine crise financière et économique en Asie du Sud-Est, surfant sur la vague du renouveau du cinéma thaïlandais, Oxide Pang réalise rapidement son premier long-métrage Who is running (1997) dont le personnage principal reçoit le journal du lendemain, idée qui rappelle C'est arrivé demain de René Clair. Ce film n'a pas le moindre succès dans les salles de cinéma en Thaïlande mais il attire l'attention de Nonzee Nimibutr, réalisateur, producteur et meneur de la nouvelle vague thaïlandaise.
Oxide Pang est donc le plus "thaïlandais" des frères Pang puisqu'il vit à Bangkok la plupart du temps.

#### Danny Pang[5]
En 1995, Danny Pang part pour la Thaïlande et rejoint son frère à Bangkok : il travaille alors comme monteur dans les films publicitaires et les longs-métrages (Prix 1997 du meilleur montage de la Thaï Film Academy). Mais il reste très attaché à Hong Kong et au cinéma Hongkongais. Il monte le film d'héroïque-fantaisie The Storm Riders (1998) et le film d'arts martial A man called Hero (1999).
Danny Pang est donc le plus "Hongkongais" des frères Pang puisqu'il est très souvent à Hong Kong pour son travail.

#### 1999: Bangkok Dangerous, le premier film réalisé en commun par les frères Pang
Nonzee Nimbutr a remarqué le travail talentueux d'Oxide Pang avec son film Who is running (1997). Il décide donc de financer le premier film des frères jumeaux. Il s'agit de Bangkok Dangerous (1999), un hommage aux polars hongkongais des années 1990 (cinéma hongkongais que connaît très bien Danny) se déroulant à Bangkok (ville que connaît très bien Oxide). Oxide qualifie ce film de divertissement expérimental. 
Le film a les caractéristiques des futurs films des frères Pang : une caméra en perpétuel mouvement, un montage rapide (spécialité de Danny) et une image particulièrement soignée (spécialité d'Oxide). 
Bangkok Dangerous récolte un succès international. Les deux frères en tourneront même un remake en 2008 avec comme acteur principal Nicolas Cage.

### Les années 2000: Des films en commun et des films personnel

#### Des films en commun
Les frères Pang réalisent ensemble un deuxième film,The Eye (2002), film cofinancé par Hong Kong et Singapour avec malgré tout une équipe qui reste majoritairement thaïlandaise : Oxide écrit le scénario, Danny assure le montage. Ce film est une réussite internationale. Un remake canado-américain sera même réalisé en 2008 par David Moreau et Xavier Palud avec l'actrice Jessica Alba.
Mais ce film enferme les frères Pang dans le genre fantastique.
Les frères Pang scénarisent ensemble Omen, la nouvelle malédiction (2003).
Ensuite, ils réalisent les deux fausses suites de The Eye : The Eye 2 (2004), un drame psychologique et The Eye 3 (2005), une comédie d'horreur potache.
Puis ils retournent vers l'héroïque-fantaisie hongkongaise avec The Storm Warriors (2009) et ils réalisent The Child's Eye (2010), le quatrième volet de leur saga The Eye, et Out of Inferno (2013).

### Des films personnels

#### d'Oxide Pang
Oxide Pang tourne de l'horreur et du polar : Bangkok Haunted (2001); One take only (2001); The Tesseract (2003); Ab-Normal Beauty (2004); Diary (2006) et The Detective (2007).

#### de Danny Pang
Danny Pang atteint une notoriété internationale de monteur avec son travail dans Infernal Affairs (2002), Infernal Affairs 2 (2003) et Infernal Affairs 3 (2003). Martin Scorsese en tourne le remake sous le nom Les infiltrés avec comme acteurs Leornado DiCaprio, Matt Damon et Jack Nicholson en 2006. 
Il réalise le polar Nothing To Lose (2002), la comédie Leave me alone (2004) et le film d'horreur Forest of Death (2006).

## Filmographie

### Réalisateur

#### Frères Pang
- 1999 : Bangkok Dangerous (บางกอกแดนเจอรัส เพชฌฆาตเงียบ อันตราย)
- 2002 : The Eye (見鬼, Gin gwai)
- 2004 : The Eye 2 (見鬼2, Gin gwai 2)
- 2005 : The Eye 3 : L'Au-delà (見鬼10, Gin gwai 10)
- 2006 : Re-cycle (鬼域, Gwai wik)[9]
- 2007 : Les Messagers (The Messengers)
- 2008 : Bangkok Dangerous
- 2009 : The Storm Warriors (風雲II)
- 2010 : The Child's Eye (童眼)
- 2013 : Inferno (逃出生天)

#### Oxide Pang
- 1997 : Who Is Running? (ท้าฟ้าลิขิต, Ta fa likit)
- 2001 : Bangkok Haunted (ผีสามบาท)[10],[11],[12]
- 2001 : One Take Only (ส้ม แบงค์ มือใหม่หัดขาย, Som and Bank: Bangkok for Sale)
- 2003 : The Tesseract (死亡寫真, Sei mong se jun)[13]
- 2004 : Ab-normal Beauty (Sei mong se jun)
- 2006 : Diary (Mon seung)[14]
- 2007 : The Detective (C+偵探, C+ jing taam)[15],[16]
- 2011 : The Detective 2 (B+偵探, B+ jing taam)
- 2013 : Conspirators[17]  (同謀, Tong mou)
- En production : Crisis Route

#### Danny Pang
- 2002 : Nothing to Lose (1+1 เป็นสูญ, Neung buak neung pen soon)
- 2004 : Leave Me Alone (阿孖有難, Ah ma yau nan)
- 2006 : Forest of Death (Sum yuen)
- 2012 : Fairy Tale Killer[18]
- 2022 : Warning From Hell[19]

### Scénariste

#### Frères Pang
- 1999 : Bangkok Dangerous
- 2002 : The Eye
- 2003 : Omen, la nouvelle malédiction
- 2005 : The Eye 3 : L'Au-delà

### Producteur
- 2013 : Inferno

## Distinctions
- Toronto International Film Festival 2000 : Prix FIPRESCI pour Bangkok Dangerous
- Hong Kong Film Awards 2003 : nommé aux pour le montage de Gin gwai